# Lorenz Peckenstein
Lorenz Peckenstein, latiniert Laurentius Peccensteinius, (* 29. August 1549 in Grimma; † nach 1618) war ein sächsischer Verwaltungsbeamter und Historiker.

## Leben
Bereits frühzeitig schlug Peckenstein die Verwaltungslaufbahn ein und wurde Amtmann in Schlieben und Seyda im Kurkreis des Kurfürstentum Sachsen. In seiner Freizeit beschäftigte er sich mit sächsischer Geschichte und wurde bald einer der bekanntesten Historiker seiner Zeit.

## Leistung
Sein bekanntestes und nachhaltiges Werk ist das 1608 erschienene Theatrum Saxonicum, eine ausführliche Beschreibung Obersachsens in drei Teilen.

## Werke

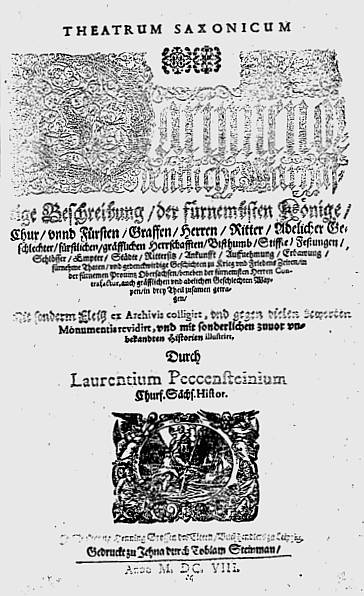
Titelblatt Theatrum Saxonicum

- Marchionum Brandeburgensium enaratio historia. Das Chur und Fürstenhauses Brandenburg und Burggrafen zu Nürnberg fürnemste Thaten. Jena: Steinman, 1597.
- Wittikinden Familie, ill. Sax-prosapia. Conpendio Historico illustrata-Sachsen. Jena, 1597.
- Rerum Silesiacarum et Vicinarum Gentium [...], darinnen ordentliche warhaftige Beschreibung deß Landes Ober und Nieder Schlesien, auch benachbarten und umbliegenden Länder als Behmen, Ungern, Polen, Lieffland, Moschowiten, Tartern, Türcken, Schweden, Littawen und anderer Länder, ingleichen die Fürstenthümer Sagen, Prebuß und Naumburg [...], durch Laurentium Peccenstenium [...] D. Laurentium Müller, Leipzig: Grosse, 1607.
- Theatrum Saxonicum, Teil 1, darinnen ordentliche warhaftige Beschreibung der fürnembsten Könige, Chur- unnd Fürsten, Graffen, Herren, [...] Bisthumb, Stiffte, Festungen, Schlösser, Empter, Städte [...] in der fürnemen Provintz Obersachsen, beneben der fürnemsten Herren Contrafactur, auch gräfflichen und adelichen Geschlechten Wappen, in drey Theil zusamen getragen, mit sonderm Fleiß ex Archivis colligirt, und gegen vielen bewerten Monumentis revidirt, und mit sonderlichen zuvor unbekandten Historien illustrirt, durch Laurentium Peccensteinium Churf. Sächs. Histor. Leipzig: Grosse; Jena: Steinman, 1608.
- Theatrum Saxonicum, Teil 2, darinnen ordentliche warhaftige Beschreibungen von Erbawung unnd Auffnemen der vornembsten Haupt und Fürsten Schlössere, im Marggraffthumb Meissen, der Chur Sachsen, Landgraffschafft Düringen, und dem Voigtlande, so wol dem Burggraffthumb Magdeburg etc. Zusampt dero Empter Vorzeichnis etc., aus vielen alten Monumentis und Archivis colligirt durch Laurentium Peccensteinium Churf. S. Histor., Leipzig: Grosse; Jena, 1608.
- Theatrum Saxonicum, Teil 3, darinnen Poliographia und historische Beschreibunge aller vornemsten Städte in Sachsen, Meissen unnd Thüringen, sampt anstossenden Provincien [...], it sonderm Fleiß ex Archivis colligirt, und gegen vielen bewehrten Monumentis revidirt, und sondern Historien, so zuvor unbekandt, illustrirt durch Laurentium Peccensteinium Historicum, Leipzig: Grosse; Jena: Steinman, 1608.
- Orationes II. funebres in exequiis anniversariis [...] dn. Henrici II. ducis Monsterbergensis & Olssnensis etc. et dn. Georgii Lignicensis et Brigensis etc. piissimae memoriae [...], Wittenberg: Typis Mullerianis, 1610.